# Stanley Cole
Stanley Clark "Stan" Cole, född 12 oktober 1945 i Dover i Delaware, död 26 juli 2018 i Encinitas i Kalifornien, var en amerikansk vattenpolospelare och simmare. Han ingick i USA:s herrlandslag i vattenpolo i olympiska sommarspelen 1964, 1968 och 1972.
Cole ingick i det amerikanska laget som tog guld vid panamerikanska spelen 1967. År 1968 utexaminerades han från University of California, Los Angeles. År 1972 tog han OS-brons i München.
År 1984 valdes Cole in i USA Water Polo Hall of Fame. År 1990 valdes han in i UCLA Hall of Fame uttryckligen för insatserna i vattenpolo, något som ingen tidigare vattenpolospelare hade åstadkommit. UCLA Bruins vattenpololag hade varit obesegrat åren 1965–1967. Under collegetiden hade Cole dock även utmärkt sig som simmare och vunnit ett mästerskap i 100 yards fjärilsim.